# Scratch Massive
Scratch Massive est un duo de musiciens et DJs français composé de Maud Geffray et Sébastien Chenut, originaires de Saint-Nazaire et d'Angers.

## Biographie
Scratch Massive se forme au début des années 2000. En 2001 le duo publie deux maxis, La Face Cachée et Icebreaker, désignés par Pascal Bertin comme de « petites bombes » et faisant l'objet de plusieurs remixes.

### Premier album –Enemy & Lovers(2003)
En 2003, Scratch Massive sort son premier album intitulé Enemy & Lovers. Selon Joseph Ghosn, cet album s'éloigne des origines techno du duo, et intègre des sons pop et rock, voire psychédéliques. Pascal Bertin, journaliste aux Inrockuptibles, le décrit comme « un album électronique qui profite d’une énergie rock formidablement canalisée ». L'album est produit par Cristian Vogel (Super Collider (en)), qui selon Ghosn « illumine le son général de l'album », et lui donne une consistance « salie et hallucinée ». Un clip vidéo est réalisé par Thierry Poiraud pour le morceau Seeing is Believing.

### Deuxième album –Time(2007)
En 2007 sortent à la fois le deuxième album, Time, et Broken English, une bande-son composée pour le premier long métrage de Zoe Cassavetes. L'album Time est masterisé par Moritz von Oswald, et comporte une reprise du morceau Three Imaginary Boys de The Cure. Selon Matthieu Choquet, cet album « puissant car tranchant, sombre car mélancolique » se montre « plus electro que son prédécesseur » et affiche des influences new wave.

### Troisième album –Nuit de rêve(2011)
Le troisième album Nuit de rêve sort en 2011. Cet album devenu culte contient 3 featurings : Jimmy sommerville, Koudlam et Daníel Ágúst Haraldsson (en) du groupe GusGus. La chanson Paris bénéficie d'un vidéoclip réalisé par Zoe Cassavetes dans lequel joue Cécile Cassel. Pour Patrick Thévenin dans Les Inrocks, cet album mêle les rythmes de la club music à « des nappes de mélancolie », et constitue le summum de la discographie du groupe.
En 2013 un album live baptisé Communion est publié, qui reprend des titres extraits de Nuit de rêve.
Le groupe collabore à nouveau avec Zoe Cassavetes, en composant des bandes-son pour le film Day Out of Days sorti en 2015, et pour la série télévisée Junior sortie en 2016,.

### Quatrième album –Garden of Love(2018)
En 2018 sort le quatrième album, Garden of Love. Il contient le titre Last Dance sur lequel chante Maud Geffray et qui se voit synchronisé dans de nombreux films et séries à travers le monde.
En 2021, pour célébrer les 10 ans de l'album Nuit de rêve, un album de remixes est édité (10 Year Anniversary Edition). Pour cette édition anniversaire, on retrouve des artistes tels que Miss Kittin, Thomas Schumacher ou encore Peter Dallas.
En 2023, l'album Garden of Love est édité dans une version deluxe augmentée de cinq titres inédits.

### Cinquième album –Nox Anima(2025)
Un nouveau disque de dix titres, dont la sortie est annoncée pour 2025, se veut la bande originale d’un film imaginaire, inspiré par les « ambiances cinématographiques nocturnes » de Los Angeles, où l'album a été enregistré,.
Après I See You Up Tomorrow, un premier single sorti en août 2024;
Le 7 novembre 2024, une collaboration est annoncée sur les réseaux sociaux avec Yelle pour le titre Des Choses. Le clip, réalisé par Sofia Sanchez et Mauro Mongiello, est mis en ligne et diffusé le 14 novembre 2024.
L'album Nox Anima sort le 7 février 2025. Selon les critiques, cet album « sombre et élégiaque » se situe dans la continuité des ambiances «oniriques et hantées» des deux disques précédents, et impose l'univers poétique et cinématographique du duo.

## Discographie

### Albums studio
- 2003 : Enemy & Lovers
- 2007 : Time
- 2011 : Nuit de rêve
- 2018 : Garden of Love
- 2025 : Nox Anima

### Singles et EP
- 2017 : Sunken (Single)
- 2018 : Last Dance
- 2020 : Warzone - Scratch Massive Remixes

### Mixes
- 2005 : Naked
- 2009 : Joy

### Bandes-originales
- 2007 : Broken English de Zoe Cassavetes
- 2016 : Day out of Days de Zoe Cassavetes
- 2017 : Junior de Zoe Cassavetes
- 2021 : Chambre 2806 : l'affaire DSK de Jalil Lespert - série documentaire Netflix
- 2022 : Préliminaires de Julie Talon - documentaire Arte
- 2024 : Fuck'n Nuts de Sam FOx - Film

### Albums en public
- 2008 : Underground needs your money baby
- 2013 : Communion
- 2021 : Live in Paris